# Kayagar
Le kayagar est une langue papoue parlée en Indonésie dans la province de Papouasie, au nord de l'île de Yos Sudarso.

## Classification
Le kayagar constitue avec l'atohwaim et le tamagario les langues kayagar, une des familles de langues papoues.

## Sources
- (en) Harald Hammarström, Robert Forkel, Martin Haspelmath, Sebastian Bank, Glottolog, Kayagar.